# Villberga landskommun
Villberga landskommun var en tidigare kommun i Uppsala län. 

## Administrativ historik
Kommunen inrättades i Villberga socken i Trögds härad i Uppland när 1862 års kommunalförordningar trädde i kraft 1863. 
I kommunen inrättades 30 maj 1919 Grillby municipalsamhälle.
Vid kommunreformen 1952 gick den upp i Norra Trögds landskommun samtidigt som municipalsamhället upplöstes. Norra Trögds landskommun uppgick sedan 1971 i Enköpings kommun. 

## Politik

### Mandatfördelning i Villberga landskommun 1938-1946
| 10 | 5 | 2 | 3 |

| 17 | 3 |

| 9 | 6 | 2 | 3 |

| 18 |

| 9 | 6 | 2 | 3 |

| 18 |